# Фреатическая зона
Фреати́ческая зона (сифонная зона, зона глубинной циркуляции) — часть земной коры, расположенная ниже постоянного уровня карстовых вод, то есть зона, в которой все полости заполнены водой и вода находится при повышенном давлении.
В спелеологии различают ходы пещер, проработанные водой в вадозной зоне (часто вертикальные: колодцы, шахты, высокие меандры, за счёт того, что растворяется порода на полу хода) и во фреатической зоне, где вода, двигаясь под давлением, создаёт, например, купола на потолке хода.